# جوني موراي
جوني موراي (بالإنجليزية: Johnny Murray)‏ هو لاعب كرة قدم أيرلندي، ولد في 25 فبراير 1898 في دبلن في جمهورية أيرلندا، وتوفي في 1954. شارك مع منتخب جمهورية أيرلندا لكرة القدم. أما مع النوادي، فقد لعب مع نادي بوهيميان.

## وصلات خارجية
- جوني موراي على موقع الاتحاد الدولي (مؤرشف)  (الإنجليزية)
- جوني موراي على موقع قاعدة بيانات كرة القدم.إي يو (الإنجليزية)
- جوني موراي على موقع عالم كرة القدم.نت (الإنجليزية)
- جوني موراي على موقع أوليمبيديا (الإنجليزية)